# 東林院
東林院（とうりんいん）は、京都市右京区花園妙心寺町にある臨済宗妙心寺派の寺院。大本山妙心寺の塔頭。本尊は観音菩薩。樹齢300年のナツツバキ（沙羅双樹）の銘木で知られ、沙羅双樹の寺とも称される。

## 歴史
当院は、室町幕府の管領であった細川高国（三友院殿）の跡目を継いだと称する細川氏綱によって、享禄4年（1531年）に高国の菩提を弔うために創建された「三友院」を起源とする。当初は上京清蔵口（現・京都市上京区）の細川邸内にあったという。
弘治2年（1556年）に、細川高国の孫である山名豊国（母が高国の娘）が寺基を妙心寺山内に移して、その塔頭として再興した。その際、中興開山を高国の猶子・妙心寺第51世直指宗諤（じきしそうがく）とし、院名を「東林院」と改名した。それ以来、細川氏の菩提寺から山名氏の菩提寺になった。
寛永3年（1626年）に山名豊国が亡くなると、山名豊義の子竺翁（豊国の孫）が住職となって豊国の菩提を弔った。
天保3年（1832年）に諸堂宇が大破したが、その後山名義蕃によって本堂、庫裏が再建された。

## 境内
- 本堂 - 江戸時代末期再建。
- 本堂前庭 - 十数本の沙羅双樹からなる「沙羅林」がある。
- 庫裏 - 江戸時代末期再建。
- 宿坊
- 庭園
- 山門

## 精進料理
現住職の西川玄房は精進料理研究家として著名であり、現在は毎週火曜日に精進料理教室（要予約）を開いているほか、3名以上で予約すれば精進料理を食べることも可能である。

## 観光情報
基本的に非公開寺院であるが、毎年1月の「小豆粥で新春を祝う会」、6月の「沙羅の花を愛でる会」および10月の「梵燈のあかりに親しむ会」の時は特別拝観可能である。

## 宿泊情報
宿坊があり、宿泊を希望する場合は事前に往復はがきによる予約が必要である。

## 前後の札所
通称寺の会（沙羅双樹の寺）

## 所在地
- 京都府京都市右京区花園妙心寺町59

## アクセス
- JR嵯峨野線（山陰本線） 花園駅から徒歩約14分
- 京福電鉄北野線 妙心寺駅から徒歩約17分